# Natzweiler-Struthof

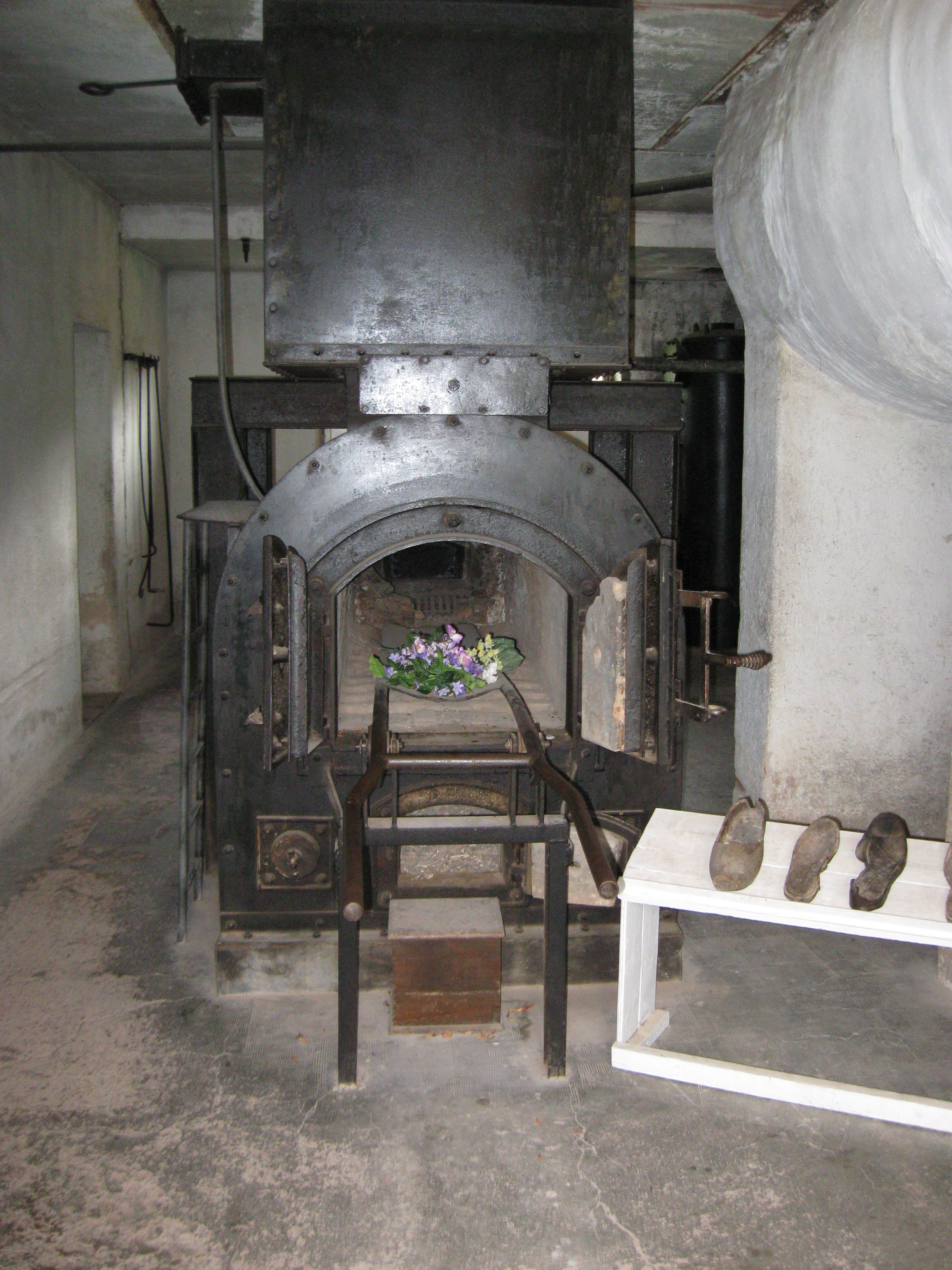
Krematorium.

Natzweiler-Struthof var ett nazistiskt koncentrationsläger beläget i Alsace i Frankrike. Lägret var i bruk från den 21 maj 1941 till början av september 1944. Man beräknar att drygt 22 000 människor dog i Natzweiler-Struthof.
Koncentrationslägret var unikt då det var det enda renodlade koncentrationslägret som uppfördes på fransk mark. Värt att notera är dock att Alsace under andra världskriget annekterats av tyskarna, vilket gjorde att det inte längre låg i Frankrike utan i Tredje riket.

## Kommendanter
| Namn                   | Tid                        |
| ---------------------- | -------------------------- |
| Hans Hüttig            | april 1941 – mars 1942     |
| Egon Zill              | maj 1942 – september 1942  |
| Josef Kramer           | oktober 1942 – april 1944  |
| Friedrich Hartjenstein | mai 1944 – januari 1945    |
| Heinrich Schwarz       | februari 1945 – april 1945 |